# NGC 851
NGC 851 је лентикуларна галаксија у сазвежђу Кит која се налази на NGC листи објеката дубоког неба.
Деклинација објекта је + 3° 46' 47" а ректасцензија 2h 11m 12,2s. Привидна величина (магнитуда) објекта NGC 851 износи 13,7 а фотографска магнитуда 14,6. NGC 851 је још познат и под ознакама UGC 1680, MCG 1-6-54, MK 588, IRAS 02086+0332, KCPG 59B, KUG 0208+035, CGCG 413-58, PGC 8368.